# 古彪基佛塔 (敏卡巴)

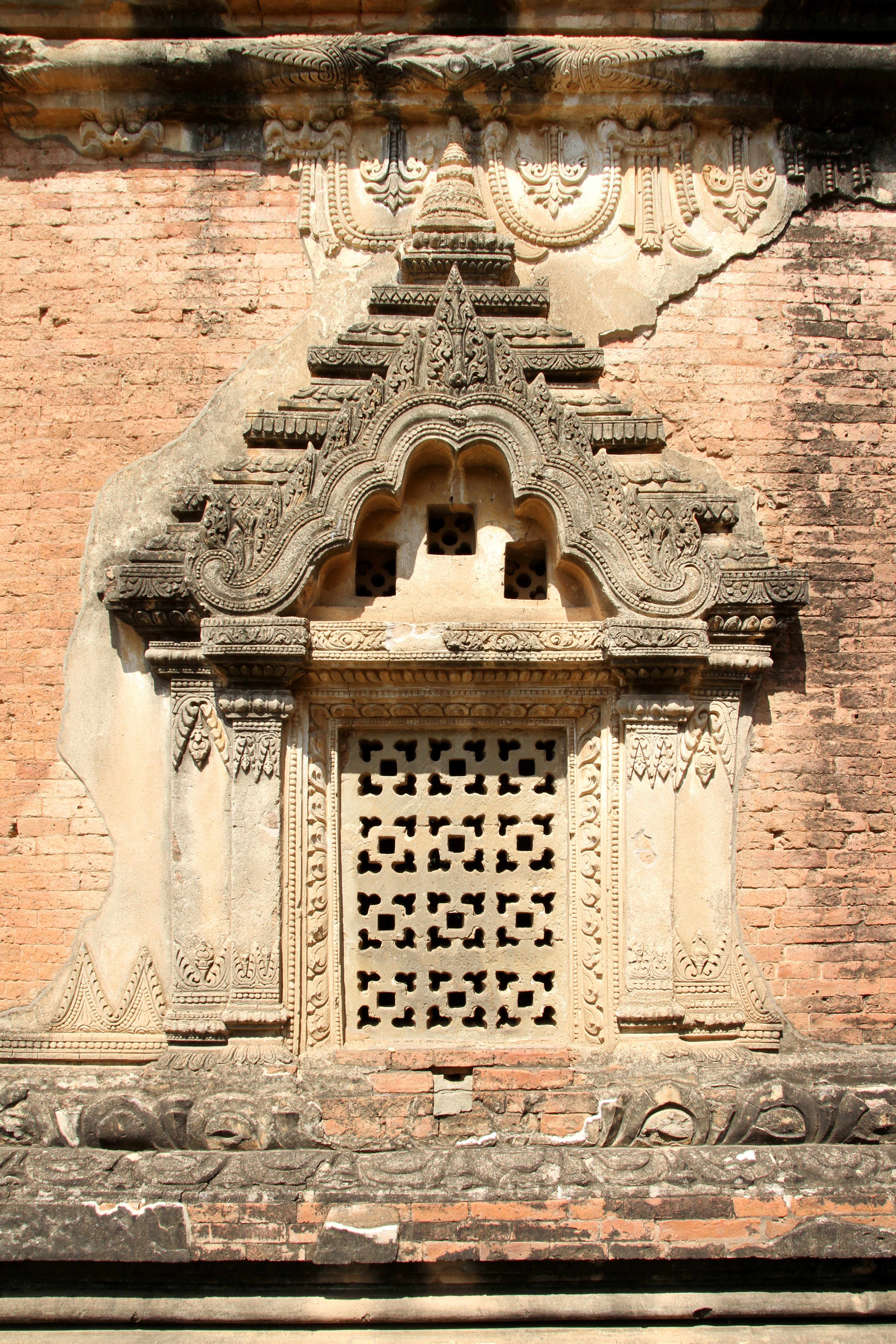

古彪基佛塔（或译古波季佛塔，或误译作古雅克伊寺）是一处位于缅甸蒲甘敏卡巴村（မြင်းကပါ）的佛教遗迹。位于新旧蒲甘之间。由耶娑鸠摩王子于公元1113年在其父亲蒲甘王國国王江喜陀去世后不久修建。这座寺庙闻名有两个原因。其一是其内部墙壁上有大量保存完好的佛本生壁画，这是在蒲甘发现的最古老的绘画真迹。所有壁画都附有古孟文榜题，这是缅甸早期语言使用状况的例证之一。其二则是该寺的东侧即妙齐提佛塔，该处发现的妙齐提碑的四语碑文是缅语最早的文字记录之一，也是破解骠语的重要依据。